# Colette Gadioux
Pour les articles homonymes, voir Gadioux.
Colette Gadioux, née le 8 avril 1945[Où ?], est une femme politique française.

## Détail des fonctions et des mandats
Mandat parlementaire
- 24 juillet 1984 - 24 juillet 1989 : Députée européenne

Mandat local
- 1983 - 1995 : Adjointe au maire de Limoges
- 1992 - 1998 : Conseillère générale de la Haute-Vienne, élue dans le canton de Bellac